# История Санкт-Петербурга
История Санкт-Петербурга начинается  с 1703 года со строительства Петропавловской крепости. Основателем города является Пётр I — первый российский император. Он же сделал Санкт-Петербург новой столицей Русского царства, а затем и Российской империи. Во времена Великой Отечественной войны город пережил тяжёлую блокаду.

## До Петербурга
На нынешней территории Санкт-Петербурга и окрестностей примерно миллион лет назад находились лиственные леса, текли полноводные реки. В периоды глобальных похолоданий эта территория многократно покрывалась материковыми льдами. Толщина ледяного панциря достигала более 1 км. Эпоха великого оледенения длилась несколько десятков тысяч лет.
Примерно 20—25 тысяч лет назад ледник начал таять и около 12 тысяч лет назад он растаял. 10—7,5 тысяч лет назад Невы ещё не было. На её месте текли две реки (ныне Тосна и Мга). Около 4—4,5 тысяч лет назад появилась Нева; в нынешнем виде сформировалась около 2,5 тыс. лет назад.
После очередного освобождения территории от ледника она стала заселяться палеоевропейскими племенами. Согласно одной из наиболее распространённых на текущий момент версий, название Неве дали западные индоевропейцы, ставшие свидетелями её прорыва из Ладожского озера в Финский залив. В первом тысячелетии до нашей эры с Верхней Волги сюда пришли предки прибалтийско-финских народов.
В VIII—IX веках берега Невы заселили индоевропейские племена, которые идентифицировались как восточные славяне (ильменские словене и кривичи). Первые источники, описывающие Новгородскую землю, известны с IX века, в это время она стала контролировать земли, где позднее расположится Санкт-Петербург. Петергофский клад арабского серебра состоит из 82 арабских (куфических) и персидских (сасанидских) монет. Младшей монетой является дирхем, отчеканенный в городе Балхе в 804/805 году (186 год хиджры). На «монете № 1» греческими буквами процарапано библейски-христианское имя Захариас. По качественному составу монет клад принадлежит к западному потоку, а по месту выпуска самой молодой монеты — к восточному потоку. Вполне возможно, что клад поступил на берега Финского залива западно-европейским маршрутом.
За обладание данной территорией велась длительная борьба между Новгородом, а затем Россией, с одной стороны, и Швецией, с другой. В 1240 году, согласно ПВЛ, в этом месте произошла Невская битва между шведами и новгородцами. В 1300 году шведами была основана крепость Ландскрона в устье Охты. В 1301 году она была захвачена и полностью уничтожена новгородцами под предводительством великого князя Андрея Александровича. По данным новгородских источников, в 1470-е годы в дельте Невы находилось много поселений: 15 деревень в низовьях Охты, на Петроградской стороне было 30 дворов, на Васильевском острове — 24 двора, в Адмиралтейской части — 8, деревня в 4 двора находилась на месте Александро-Невской лавры. Окрестности Невской дельты были более густо заселены.
Новгородская республика в 1478 году была захвачена Московским княжеством и присоединена к нему. Поселения на приневской территории перешли из собственности новгородской знати в собственность московских бояр и воевод. На этот момент земли входили в состав Ореховского уезда Водской пятины Новгородской земли. В 1500 году на территории современного центра Петербурга находилось 21 поселение, в котором было 138 дворов. В 1583 году Швеция вновь пыталась утвердиться на этих землях, но устье Невы осталось за русскими.

В смутное время для борьбы с поляками русским царём Василием Шуйским в 1609 году был заключён со шведами договор о помощи, где по секретному протоколу Швеции передавалась территория Корельского уезда Новгородской земли. Но Швеция этим не ограничилась и в 1611 году захватила и другие земли русского северо-запада, и Приневье в том числе. По Столбовскому миру оно осталось за Швецией. Территория стала частью одной из шведских провинций, а после перехода в 1634 году на ленное административное деление она стала частью нотебургского лена. В 1611 году в устье Охты, на левом берегу, на месте русского торгового поселения шведами была заложена крепость Ниеншанц, а на противоположном берегу Охты — город Ниен. Выгодное географическое положение — близость к Балтике и полноводность реки Охты (доступность для морских судов) — привело к быстрому развитию Ниена и Ниеншанца, а также большому товарообороту между этими городами и русскими землями. Историк В. В. Мавродин пишет:
Выгодная торговля с русскими сделала купцов Ниена чуть ли не самыми богатыми подданными шведского короля. Ниеншанц являлся одной из важнейших крепостей на территории земель, захваченных Швецией у России.
 В 1656 году крепость Ниеншанц захватывалась русскими, но итоги Русско-шведской войны 1656—1658 годов не дали России расширить территории в этом регионе.
К концу XVII века Ниеншанц становится крупным торговым городом, ежегодно принимающим до 100 купеческих судов. Напротив города — на противоположном берегу Невы — находилось село Спасское. Всего на месте современного центра Санкт-Петербурга находилось около 40 поселений. Ещё до начала Северной войны шведы начинают укреплять Ниеншанц и Ниен, строятся оборонительные сооружения: валы и редуты. 23 апреля (4 мая) 1703 года 16-тысячная армия Б. П. Шереметева подошла к крепости и пригороду, а 1 мая (12-го по новому стилю) Ниеншанц был захвачен русскими войсками. К 8 (19) маю русские войска вступили в Копорье, а чуть позже в Ям (совр. Кингисепп). Именно в это время становится главным вопрос о создании крепости для защиты новых рубежей. Изучив карту дельты Невы, Пётр I избирает местом строительства города Заячий остров (фин. Jänisaari). В 1721 году окончилась Северная война, и по договору со Швецией Приневье официально перешло России.

## Основание
16 (27) мая 1703 по решению русского царя Петра I на отвоёванных у шведов землях, называвшихся Ингерманландией, была заложена крепость Санкт-Петербург, так же стал называться и город.
После взятия шведского укрепления Ниеншанц царь Пётр повелел построить крепость, причём рассматривались два варианта — либо укреплять шведские бастионы, или искать новое место:

…По взятии Канец отправлен воинский совет, тот ли шанец крепить, или иное место удобнее искать (понеже оный мал, далеко от моря и место не гораздо крепко от натуры). И по нескольких днях найдено к тому удобное место остров, который назывался Люст Елант, где в 16 день майя крепость заложена и именована Санктпетерсбург…

Из записи в походном журнале Петра I :

…Между тем временем господин капитан бомбардирской изволил осматривать близ к морю удобного места для здания новой фортеции и потом в скором времени изволил обыскать единой остров, зело удобной положением место, на котором в скором времени, а именно мая в 16 день, в неделю Пятидесятницы, фортецию заложили и нарекли имя оной Санкт Питербурх.

Название было выбрано Петром I в честь святого апостола Петра. Название Санкт-Петербург установилось не сразу — существуют документы 1703—1705 годов, где новостроящийся город и крепость назывались Петрополем, Питерполом, и S. Петрополисом. Первоначальное Sankt-Piter-Burch было имитацией голландского произношения Sint-Petersburg, так как Пётр жил и учился некоторое время в Нидерландах. В 1720 году название Санкт-Питербурх меняется на Санкт-Петербург (близкое к нем. Sankt Petersburg). Кроме официального названия, в народе появляется также сокращённое, на русский манер — «Питер-град» или просто «Питер».
Поскольку город начал строиться, когда ещё продолжалась Северная война (1700—1721), первой и главной постройкой в нём стала крепость («фортеция»). Она была заложена на Заячьем острове в дельте реки Невы в нескольких километрах от Финского залива. Дату заложения крепости принято считать официальной датой рождения города. Существует распространённая легенда, что первый камень Петропавловской крепости был заложен царём Петром собственноручно и что во время этого события в воздухе был замечен орёл. Но данные утверждения не подтверждаются однозначно источниками: орлы не водятся в этой местности, а царь, наиболее вероятно, находился в это время в Лодейном Поле, где строились корабли для будущего Балтийского флота.
Строительство основных городских построек шло за пределами крепости по берегам реки, для чего осушались расположенные в дельте Невы болота. Работами по строительству нового города руководили приглашённые Петром в Россию иностранные инженеры. С тем, чтобы ускорить возведение каменных домов, Пётр даже запретил каменное строительство по всей России, кроме Петербурга. Каменщики были вынуждены ехать на работы в Петербург. Кроме того, с каждого въезжавшего в город воза брался «каменный налог»: надо было привезти с собой определённое количество камня или же заплатить специальный сбор. Со всех окрестных областей на новые земли прибывали крестьяне для работы на строительстве. 
Одним из важнейших событий в жизни молодого города стало прибытие первого торгового корабля: в ноябре 1703 года голландский торговый корабль пришвартовался в Петербурге. Шкиперу (капитану корабля) было вручено 500 золотых, также было обещано, что второй пришедший корабль получит 300 золотых, а третий — 150.
Наибольшие проблемы в Петербурге возникали из-за наводнений. Например, в ночь на 5 октября 1705 года вода затопила даже более высокий левый берег, замочила припасы, сложенные на адмиралтейском дворе, и разрушила не один дом.
В 1710 году в Петербург приехала гостить, а в 1712-м поселилась в нём вся государева семья. С 1710 года издается ряд постановлений о постройке в Петербурге каменных домов, о переселении сюда высших государственных сановников, придворных, дворян, торговых и промышленных людей. Окрестности города начинают заселяться переведенцами из внутренних губерний. Из-за границы приглашаются ремесленники и торговцы. С 1712 по 1716 годы выслано было на работы в Петербург до 150 000 человек.
Строительство города с 1704 по 1717 год в основном выполнялось силами «работных людей», мобилизованных в рамках натуральной трудовой повинности. Они валили лес, засыпали болота, строили набережные и т. д. В 1704 г. в Петербург вызвали из разных губерний до 40 тысяч работных людей, в основном крепостных помещичьих и государственных крестьян. Работы велись преимущественно «вахтовым методом» — мобилизованный работник отрабатывал два-три месяца, после чего уходил домой. Количество людей, ежегодно высылавшихся на строительство, было не менее 24 тысяч. Работа шла первоначально в три смены: первая смена — с 25 марта до 25 мая, вторая — с 25 мая по 25 июля, третья — с 25 июля по 25 сентября. Позднее перешли на двухсменную работу: первая — с 1 апреля по 1 июля, вторая — с 1 июля по 1 октября. Вопреки распространённым легендам, работа строителей Петербурга оплачивалась. Труд оценивался в 1 рубль в месяц (стандартная плата за работу в тот период). Однако, первоначально строители получали лишь 50 копеек в месяц, а вместо остальной суммы им выдавалось «хлебное жалованье». Позднее жалованье стали выдавать полностью деньгами. В 1707 г. сбежало много работников, направленных в Петербург из Белозерского края. Пётр I приказал взять членов семей бежавших — их отцов, матерей, жён, детей «или кто в домах их живут» и держать в тюрьмах, пока беглецы не будут сысканы.
С 1708 года вызывались ежегодно две смены, причём работа для каждой смены была определена в три месяца с явкой на работу 1 апреля и 1 июля. После 1717 года трудовая повинность заменяется денежным налогом (около 300 000 рублей в год[уточнить]), а строительство города ведётся силами вольнонаёмных рабочих. В их числе была часть рабочих, работавших ранее в Петербурге по трудовой повинности — исследовавший вопрос историк П. Н. Петров, сверяя списки работных людей, заметил, что там из года в год повторяются одни и те же люди.
Число рабочих, мобилизованных на строительство Петербурга, составляло около 20 000 в год. В среднем на работы назначалось 30-34 000 человек в год, но реально из губерний направлялось на строительство меньшее количество людей. Например в 1712, 1714, 1715 годах численность назначенных и реально высланных работников была следующей:
| год  | затребованное количество людей | было реально выслано | не дослано |
| ---- | ------------------------------ | -------------------- | ---------- |
| 1712 | 28800                          | 18532                | 10268      |
| 1714 | 32253                          | 20322                | 11931      |
| 1715 | 32253                          | 18366                | 13887      |

Таким образом, даже если предположить, что каждый год состав рабочих полностью менялся, общее число всех мобилизованных «работных людей», трудившихся на строительстве Петербурга, за период с 1703 по 1717 год не превысит 300 000 человек.
Существует распространённая легенда о том, что большое количество подневольных строителей города погибло. В большинстве своём эти выводы базировались на свидетельствах иностранцев, мало владевших реальной ситуацией и, вероятно, не питавших особых симпатий к России и её царю-реформатору. Однако сторонники этой версии упускают из вида одно обстоятельство: столь массовая гибель людей — от 30 до 100 тыс., по разным оценкам, — не могла пройти бесследно. В 1950-х годах археолог А. Д. Грач провёл систематические раскопки с целью обнаружить места массового захоронения «жертв царизма», однако вместо братских могил он обнаружил огромные выгребные ямы, в которые закапывались пищевые отходы — кости многочисленной скотины, которая пошла на пропитание строителей новой столицы.
Имеющиеся документы не позволяют оценить, какой процент от общего количества рабочих умерло, однако имеющиеся данные противоречат распространённым представлениям об огромной смертности среди рабочих. Например, историк О. Г. Агеева приводит «Ведомость о перспективной дороге» 1717 года, в которой содержатся данные за весь 1716 год об определённых к строительству дороги работных людях. Из ведомости следует, что из общего числа 3262 человека умерло 27, то есть, за всё время потери составили 0,74 процента. По мнению историка Е. А. Андреевой, смертность среди первых строителей Петербурга достигала обычного для того времени значения — в среднем 6-8 % в год.
По всей видимости, в реальности самой массовой была гибель строителей на строительстве не самого Петербурга, а Ораниенбаума, где за один из сезонов действительно погибло несколько сот человек, но их гибель была вызвана распространившейся эпидемией. А. Д. Меншиков сообщал А. Макарову в 1716 г.: «В Петергофе и Стрельне в работниках больных зело много и умирают беспрестанно, нынешним летом больше тысячи человек померло».

## Западная столица
С 1712 года город стал столицей Российского государства. Сюда из Москвы были переведены все официальные учреждения и царский двор. Это уникальный в мировой истории казус, когда столица одного государства (Русского царства) на протяжении девяти лет находилась формально на территории другого государства (Швеции). Город официально оставался столицей до 1918 года, лишь на время царствования Петра II столица была временно возвращена в Москву. По сей день Санкт-Петербург часто неофициально называют «северной столицей».
Ю. М. Лотман рассматривал осуществлённый Петром I перенос столицы в Петербург — город, располагавшийся в тот момент практически за пределами российского государства, — как пространственное и политическое воплощение идеи культурно-государственного «эксцентризма», согласно которой, центр конструируемой религиозно-политической и культурной модели переносится за пределы своего государства. Этим действием Пётр I совершил декларативный поворот столицы к Европе. Географическое положение Петербурга и Москвы сразу же начало восприниматься современниками как полемическое противопоставление «западного» Петербурга «восточной» Москве. 
Основание новой столицы на западном рубеже государства … определило всю дальнейшую судьбу города и в историко-политической реальности России, и в её культурно-государственной мифологии. Начиная с этой эпохи такие противоположные характеристики, как древнее/новое, историческое/мифологическое, получали черты противопоставления концентрического/эксцентрического, исконного/чужеземного. За этим противопоставлением тянулась антитеза двух коренных государственно-культурных моделей.

## Первые годы
После закладки и начала строительства Петропавловской крепости продолжается возведение и других оборонительных сооружений. В декабре 1706 года Пётр I издаёт приказ о строительстве Кронверка с целью оградить Петропавловскую крепость от артобстрела с противоположного берега, а двумя годами ранее было заложено Адмиралтейство.
Первые годы гражданское строительство шло медленно, но уже в 1703 году появляется Домик Петра I, Троицкая церковь (1704), а также первый Гостиный двор, в то время носивший название «ростовские ряды», так как большинство торговцев было из Ростова.
По мемуарам современника тех лет А. И. Богданова застройка города гражданскими домами началась на Петербургской стороне в 1704 году. Кроме деревянных изб строились мазанки, ставшие к 1714 году типовой городской застройкой.
В мазанковой постройке на Троицкой площади в 1718 году прошло первое заседание Коллегий.
В 1711—1718 годах взамен деревянно- земляных укреплений возводились первые каменные постройки Адмиралтейства, где располагалась Адмиралтейств-коллегия до переезда в 1722 году.
Одними из первых частных каменных строений стали Меншиковский дворец, дом канцлера Г. И. Головкина 1710 года, построенные в 1713 году дома князей М. П. Гагарина, П. П. Шафирова, а также  
летний дворец Петра I и Кикины палаты. Впоследствии дом Шафирова с 1726 года заняла Петербургская академия наук, а дом Гагарина был отдан для нужд Синода.
В эти годы создают свои всемирно известные архитектурные произведения такие зодчие, как Д. Трезини (Кронштадт (1704), Александро-Невская лавра (1717), Летний дворец Петра I (1710—1711), Петровские ворота (деревянные — 1708, каменные — 1714—1717), Петропавловский собор (1712—1733) в Петропавловской крепости, здание Двенадцати коллегий (1722—1736) и многие другие), по праву носящий имя «первого архитектора Петербурга»; выдающийся русский зодчий М. Г. Земцов, перестроивший Подзорный дворец, создатель многих павильонов, фонтанов и каскадов в Петергофе, автор проекта Аничкова дворца и др.; Ж.-Б. Леблон (Генеральный план Санкт-Петербурга и др.); Г. И. Маттарнови (Кунсткамера и другие.); И. М. Угрюмов (Летний сад), а также много других известных архитекторов.
Первыми жителями города становились солдаты и матросы, обитатели местных русских и «чухонских» (финских) деревень, позже основу составили переведенцы (люди, которых принудили переехать в Петербург) из других регионов страны. Ко многим предприятиям приписывались целые крестьянские дворы, которые должны были отправлять людей на работы, за что полагалось жалование. Но, несмотря на достаточно высокое жалованье, желающих было мало.
Отсутствие статистических данных о 
населении Петербурга в первой четверти XVIII в. не даёт возможности установить сколько-нибудь точно тогдашнее количество жителей столицы.
По позднейшим данным, число жителей Петербурга к 1725 г. определялось в 25—30 тысяч человек. Однако, исходя из числа домов в Петербурге и средней заселённости одного дома, можно предположить, что число обитателей столицы в 1725 г. составляло примерно 40 тысяч человек, из них не менее 20 тысяч было занято производительным трудом. Общая численность населения Петербурга в 1750 г. указана в ведомости генерал-полицеймейстера, представленной по приказанию императрицы Елизаветы Петровны в сентябре того года. Численность взрослого населения Петербурга в ней определена в 74 283 человека. Следовательно, общее количество жителей составляло около 95 тысяч человек (60 %, как свидетельствует этот источник, — мужчины).
В 1725 году была основана Петербургская Академия наук, где 2 января 1728 года вышла первая русская газета — «Санкт-Петербургские ведомости» (первый редактор Г. Ф. Миллер).
Практически вся деятельность царя Петра I в Санкт-Петербурге в той или иной мере была направлена на насаждение морских традиций. Все Петровские резиденции стояли вплотную к воде, а Летний дворец и Подзорный дворец омывались невскими водами с нескольких сторон.
Примечательно, что если по каким-либо причинам построить дворец у Балтийского моря не удавалось, то от моря прокладывались каналы, по которым суда приходили ко дворцу, и в конце этих каналов устраивались расширения (как тогда называли, Гаванцы, позже — Ковши) для причаливания судов. Так были устроены Большой Петергофский дворец и дворец в Стрельне.
Что касается промышленности города в XVIII веке, то господствовали казённые мануфактуры, работавшие на военные нужды (военное судостроение, производство пушек и ядер, иного снаряжения, пороха) и дворцовые мануфактуры, производившие предметы роскоши (шпалерная мануфактура, предприятия по производству бархата, парчи, позументов и т. п.). В первой половине XVIII века в Петербурге было 20 металлообрабатывающих заводов, но лишь в 1792 году появился первый частный металлообрабатывающий завод, основанный шотландцем Чарльзом Бердом. Во второй половине XVIII века в городе было 44 ремесленных цеха — портные, сапожники, камнерезы, часовщики и т. д.
В результате пожаров и наводнений многие здания петровского Петербурга к середине XVIII века пришли в ветхость или были уничтожены. Так, летом 1736 и 1737 годов в Петербурге произошли два пожара (выгорела вся деревянная Морская слобода и значительная часть Адмиралтейского острова). В 1737 году указом императрицы Анны Иоанновны была создана Комиссия о Санкт-Петербургском строении. В 1762 году ей на смену была учреждена Комиссия о каменном строении Санкт-Петербурга и Москвы.
К концу XVIII века население города превысило 200 тысяч человек, в городе действовало более 60 православных и 15 иноверческих церквей. Насчитывалось (1780) более 1200 улиц и переулков, 3,3 тысячи домов, вся центральная часть города уже полностью была замощена булыжником и покрыта поперечными досками.
Открываются новые учебные заведения — Пажеский корпус, Горное училище, хирургические училища, учительская семинария, театральное училище. Важным событием не только для города, но и всей страны стало открытие института благородных девиц при Смольном монастыре.
В это время создают свои знаменитые произведения такие архитекторы, как Ф. Б. Растрелли — Зимний дворец (1754—1762 гг.), Летний дворец Елизаветы Петровны (не сохранился), Воронцовский дворец, Большой Петергофский дворец и др.; Ю. М. Фельтен — знаменитая решётка Летнего сада, Лютеранская церковь Святой Екатерины, Чесменская церковь и др.; И. Е. Старов — Троицкий собор Александро-Невской лавры, Таврический дворец, Князь-Владимирский собор, Аничков дворец (перестройка) и др.; Дж. Кваренги — Александровский дворец, здание Академии наук, Дворец Юсуповых на Садовой улице и др.; Ж. Б. Валлен-Деламот — Гостиный двор, Императорская Академия художеств (совм. с А. Ф. Кокориновым) и др.; В. И. Баженов — Михайловский замок; и многие другие зодчие. Многое как для украшения города, так и для образования сделал И. И. Бецкой.
7 августа 1782 года был торжественно открыт памятник основателю города Петру Великому — Медный всадник (скульпторы — Э. М. Фальконе, Ю. М. Фельтен, Ф. Г. Гордеев).
После 1785 года, когда выходит «Жалованная грамота на права и выгоды городам Российской империи» Екатерины II, создаётся орган, «заведующий делами всесословного городского населения, и образующийся путём всесословных выборов» — Городская Дума.

## «Пушкинский Петербург»
На развитие города в начале XIX века огромное влияние оказала Отечественная война 1812 года, затраты на которую снизили скорость развития Санкт-Петербурга и его ансамблей. Из важных событий этого времени следует назвать: учреждение министерств и Государственного совета, что приводит к ещё большему возвышению города как административного центра; обновление Академии наук, создание Педагогического института, создание нескольких гимназий и разрешение свободных типографий — к возвышению как научного центра. Открывается Пулковская обсерватория, в 1845 году — Русское географическое общество.
В это время происходит открытие новых водных систем — Мариинской и Тихвинской, в 1828 году открывается Северо-Двинский канал. Важным событием становится строительство первой железной дороги в 1836 году между Петербургом и Царским Селом.
В первой половине XIX века заканчивается оформление архитектурных ансамблей вокруг Дворцовой и Сенатской площадей. В их создании, а также в создании других архитектурных памятников трудились такие зодчие как К. И. Росси — Аничков дворец (реконструкция), Елагин дворец, Здание Сената и Синода, Михайловский дворец, Здание Александринского театра и др.; Дж. Кваренги — Смольный институт; А. Д. Захаров — проект застройки Васильевского острова 1803—1804 гг., Адмиралтейство (перестройка) и др., Ж. Тома де Томон — Здание биржи с ростральными колоннами и др., А. Н. Воронихин — Казанский собор, дом Государственного казначейства и др., О. Монферран — Александровская колонна, Исаакиевский собор и др., и многие другие.
Огромное значение для города, как и для всей страны, имело учреждение Царскосельского лицея 19 (31) октября 1811 года, выпустившего множество учеников, ставших впоследствии известными деятелями науки и культуры. Среди них и А. С. Пушкин. С именем великого русского поэта связаны многие места города — с 1817 по 1829 года он проживает на Фонтанке, потом на Вознесенском проспекте, на Галерной, на Фурштатской, Большой Морской, Преображенской улицах, а с 1836 года — в доме княгини А. Н. Волконской на набережной Мойки.
В Санкт-Петербурге произошло декабрьское восстание 1825 года.

### Наводнение 1824 года
см. также Наводнения в Санкт-Петербурге
(7) 19 ноября 1824 года в городе произошло самое сильное наводнение за всю его историю, затопившее всю западную половину города.	
На мемориальной табличке в стене здания Адмиралтейского проезда под аркой главного здания Адмиралтейства выбита надпись: «Самое большое возвышение воды над ординарною 11 футов 10 1/2 дюймов в два часа пополудни 7-го ноября 1824 года при жестком ветре от WSW». Следовательно уровень воды в этом месте поднялся относительно футштока на 3,6 метра при сильном юго-западном ветре.
В результате стихийного бедствия сильно пострадали Галерная гавань, Васильевский остров и Петербургская сторона, на Невском проспекте вода дошла до Троицкого переулка (ныне ул. Рубинштейна) и Моховой улицы. Император Александр I послал князю А. Б. Куракину личное послание о выделении миллиона рублей «наиболее разоренным и неимущим».

## Петербург середины XIX века
В 1837 году открылось движение на Царскосельской железной дороге между Санкт-Петербургом и его пригородами — Царским Селом и Павловском. Для того, чтобы железной дорогой пользовались как можно больше, на конечной станции, в Павловске, построили большой вокзал с концертным залом, и уже летом 1838 года здесь открылся первый концертный сезон. Расчёт оправдался: на концерты в Павловск летом отправлялся весь светский Петербург. Однако к началу 1850-х годов популярность концертов немного упала, руководство железной дороги объяснило это тем, что в Павловске давно не выступали по-настоящему талантливые артисты. Поэтому директор Царскосельской железной дороги отправился в Европу на поиски новой звезды. Ею стал Иоганн Штраус, который был приглашён сначала только на один летний сезон 1856 года, однако стал бессменным дирижёром Павловских летних концертов на протяжении десяти лет.
В связи с развитием железных дорог в городе появились: Царскосельский (1837), Николаевский (1851), Варшавский и Петергофский (1853), Финляндский (1870) вокзалы. С появлением железнодорожного сообщения петербуржцы стали ездить в поездах. Обычно эти путешествия были исключительно деловыми. Расширялись порты Кронштадта, Васильевского острова.
В 1863 году в городе для народа запустили пассажирскую конку. В конце XIX века появились автомобили, но могли позволить себе их только самые богатые люди города. Для сравнения, пуд хлеба стоил 2 рубля, а автомобиль — 7 тысяч рублей.
Свои работы создавали О. Монферран — пьедестал и общая идея памятника Николаю I (1856—1859 гг.), К. Тон — иконостас Казанского собора (1838 г.), Московский вокзал (1843—1851 гг.), А. Штакеншнейдер — Мариинский дворец (1839—1844 гг.), дворец Белосельских-Белозерских (1846—1848 гг), Николаевский дворец (1853—1861 гг.), П. Клодт — кони на Аничковом мосту (1841—1850 гг.), памятник Крылову в Летнем саду, памятник Николаю I — скульптура коня и всадника, А. Брюллов — восстановление залов Зимнего дворца после пожара, Лютеранская церковь св. Петра (Невский пр., 22), Михайловский театр (фасад — К. Росси), интерьеры Мраморного дворца.

## Конец XIX — начало XX века
Градоначальники и генерал-губернаторы
- 04.05.1892—06.12.1895 Виктор Вильгельмович фон Валь,
- 06.12.1895—06.01.1904 Николай Васильевич Клейгельс,
- 12.02.1904—11.01.1905 Иван Александрович Фуллон,
- 17.01.1905—12.1905 Владимир Александрович Дедюлин,
- 11.01.1905—05.1905 Дмитрий Фёдорович Трепов
- 23.12.1905—31.12.1906 Владимир Фёдорович фон дер Лауниц,
- 09.01.1907—07.1914 Даниил Васильевич Драчевский,
- 02.07.1914—11.1916 Александр Николаевич Оболенский,
- 10.11.1916—27.02.1917 Александр Павлович Балк.

В Петербурге в конце XIX века производилось свыше 70 % всех машин и механизмов, создаваемых в России. Невский завод, Обуховский завод, завод Лесснера и другие позволили Петербургу занять лидирующие позиции в машиностроении Российской империи. Эти заводы брались за разнообразные заказы. Путиловский завод, например, изготовлял паровозы, суда, турбины и многое другое. Особую роль играла военная промышленность (военное судостроение, производство артиллерийских орудий, снарядов, торпед). В начале 1880-х годов на металлообрабатывающие предприятия и заводы транспортного машиностроения в Санкт-Петербурге приходилось свыше 50 % общей мощности паровой энергетики столицы и 35 % фабрично-заводских рабочих. Только за 1867—1879 годы численность фабрично-заводских рабочих Санкт-Петербурга возросла вдвое, достигнув более 81 тыс. человек, что составляло до 12 % всего числа промышленных рабочих России. На крупнейшем предприятии Петербурга — Путиловском заводе в начале XX века работало 14 тысяч человек. Расширение города рабочими кварталами происходило преимущественно в южном и юго-западном направлениях и вверх по течению Невы.
С ростом промышленности возникли радикальные движения. Революция 1905—1907 годов началась в столице («Кровавое воскресенье» 9 (22) января 1905 года) и быстро распространилась по провинциям.
Численность населения Петербурга увеличилась с 1,5 млн человек в 1903 году до 2,5 млн в 1917 году. К 1912 году в Петербурге впервые рост населения происходил не за счет притока мигрантов, а за счёт естественного прироста.
На Петербургской стороне в начале XX века строились фешенебельные особняки и доходные дома с богатыми квартирами по проектам лучших столичных архитекторов: Ф. И. Лидваля, И. А. Претро, Ф.Ф. фон Постельса, И. А. Фомина, В. А. Щуко.
Около 12 % населения Петербурга (200 тысяч человек) составляла интеллигенция — врачи, адвокаты, педагоги, журналисты, литераторы. Одним из центров интеллектуального движения «Серебряного века» был «дом Мурузи», где у Дмитрия Мережковского и Зинаиды Гиппиус, живших в этом доме с 1889 года, на протяжении почти четверти века собирались литераторы, публицисты, богословы.
Первый киносеанс в Петербурге состоялся 4 мая 1896 года в летнем саду «Аквариум» на Каменностровском проспекте. К 1916 году в городе было уже девять фирм по производству кинофильмов, 18 контор, занимавшихся прокатом, работали 144 кинотеатра.
В связи с началом Первой мировой войны на волне патриотических и антинемецких настроений 18 (31) августа 1914 года город был переименован в Петроград. На следующий день «Биржевых ведомости» написали: «Мы легли спать в Петербурге, а проснулись в Петрограде!.. Кончился петербургский период нашей истории с его немецким оттенком… Ура, господа!..» Однако от смены немецких названий пригородов столицы (Петергофа, Шлиссельбурга, Кронштадта и других) воздержались, несмотря на призывы «довершить начатое». Война привела к притоку в Петроград беженцев из западных областей Российской империи. Блокада германским флотом Балтийского моря, по которому в город ранее прибывал британский уголь и египетский хлопок, привела к переориентации на внутренний рынок угля и среднеазиатский хлопок. Но железные дороги плохо справлялись с подвозом продовольствия и топлива.
Февральская революция 1917 года свергла царское правительство, было создано два центра политической власти, Временное правительство и Петроградский совет. Временное правительство было свергнуто Октябрьской революцией и началась Гражданская война.

## Советский Петроград—Ленинград
Немецкое наступление вынудило председателя СНК В. И. Ленина покинуть город, перебазировав ЦК партии и Советское правительство в Москву (5 марта 1918 года).
Гражданская война, голод, высылки и террор вызвали широкомасштабный выезд из города в деревню и эмиграцию. Население Петрограда в 1920 году составляло лишь треть от населения 1915 года.
После катастрофических событий 1917—1919 годов население города сокращается, к 1920 году оно составляет лишь 722 000 человек, но благодаря НЭПу жизнь в городе постепенно налаживается.
Уже в 1917 году был учреждён Лениздат (тогда — издательство Петросовета), с этого же года ведёт свою историю старейшая в стране киностудия — Ленфильм. В искусстве наступает «звёздный час» русского авангарда.
26 января 1924 года, спустя четыре дня после смерти Ленина, Петроград был переименован в Ленинград в честь Ленина. Решение Центрального комитета снова переименовать город обосновано тем, что Ленин возглавлял Октябрьскую революцию. Другая причина заключалась в политическом символизме: Санкт-Петербург стоял во главе царской империи. Он был после Москвы самым крупным городом страны и переименование его в Ленинград выразило те крупные изменения, которые произошли в социальной и политической жизни страны.
При руководителе города Григории Зиновьеве происходит активная жилищная застройка, хотя город испытывает острый жилищный кризис (типичным жильём становятся коммуналки). В 1924 году создаётся проект центра Нарвского района, который должны были создавать две площади — Стачек с триумфальной аркой и площадь, которую ещё предстояло создать (совр. Кировская площадь). По всему городу создаются Дворцы культуры — к середине 1930 годов имеются уже во всех промышленных районах.
1 августа 1927 года город Ленинград был отнесён к категории городов областного подчинения Ленинградской области.
В результате политики борьбы с религией были прекращены службы во многих церквях и соборах. Ряд зданий были отданы под музеи, в том числе Казанский собор был превращён в Музей истории религии и атеизма. В некоторых находились различные государственные учреждения, некоторые — отданы под утилитарные объекты — бассейны, склады, мастерские и пр. Часть церковных зданий была снесена.
В 1929—1934 годах был продан ряд картин Эрмитажа и Русского музея.
В соответствии с обращением ЦК ВКП(б) и СНК СССР от 3 декабря 1931 г. Ленинград был выделен из Ленинградской области и стал городом республиканского подчинения со своим бюджетом
1 декабря 1934 года в Смольном был убит партийный лидер Ленинграда, член Политбюро ЦК ВКП(б) С. М. Киров, это событие положило начало «Кировскому потоку», на смену ему приходит А. А. Жданов. Десятки тысяч ленинградцев стали жертвами Большого террора, более сорока тысяч было расстреляно и тайно захоронено НКВД на Левашовском кладбище.

### Блокада Ленинграда
Огромный героизм и стойкость ленинградцев проявились во время Великой Отечественной войны. Почти 900 дней и ночей в условиях полной сухопутной блокады, начатой 8 сентября 1941 года и снятая 27 января 1944 года, жители города массово умирали от голода, погибали от бомбёжек и артобстрелов, но при этом продолжала работать промышленность, оказывая огромную помощь фронту. По официальным советским данным, около 630 тыс. из 3 миллионов жителей города умерло во время блокады и ещё примерно 200 тыс. — на этапах эвакуации.
Во время блокады город с «Большой землёй» связывала проложенная через Ладожское озеро «Дорога жизни». Летом она проходила по воде, а зимой — по льду. Также важную роль сыграла и доставка в город грузов авиацией, производившаяся в крупных масштабах осенью 1941 года.
Железнодорожное сообщение с «Большой землёй» было восстановлено после того, как советские войска прорвали кольцо блокады:
2 февраля 1943 года в районе Шлиссельбурга построен низкоопорный (низководный) железнодорожный мост через Неву, 4 февраля, после испытаний, по нему стали пропускать воинские эшелоны; 18 марта 1943 года в 800 метрах от низкоопорного построен высокоопорный (высоководный) железнодорожный мост через Неву. После снятия блокады в 1944 году было восстановлено прямое железнодорожное сообщение Ленинграда с Москвой.
За героизм населения и защитников города Ленинград стал первым советским населённым пунктом, удостоенным почётного звания Город-герой.

### Послевоенный период
Город сильно пострадал от войны, многие здания были разрушены в ходе обстрелов и бомбёжек, а оказавшиеся на оккупированной врагом территории — ещё и разграблены (например, до сих пор (по состоянию на 2011 год) не найдена Янтарная комната), но город и его пригороды в следующие десятилетия были восстановлены в прежнем блеске и Ленинград продолжал оставаться интеллектуальным и культурным центром СССР.
Послевоенное развитие города было омрачено «Ленинградским делом», в ходе которого руководство города на Неве снова было обескровлено — например, расстрелян А. А. Кузнецов. Также был разгромлен музей блокады, более 100 исторических топонимов переименовано в 1952—1954 гг.
Тем не менее, начиная с 1947 года в Ленинграде развиваются как восстановительные, так и интенсивные строительные работы. 7 октября 1955 года в метро запущен первый обкаточный электропоезд, а уже 5 ноября был подписан акт о сдаче в эксплуатацию первой очереди ленинградского метрополитена.
В 1978 году завершено формирование инновационной системы радиосвязи «Алтай» — прообраза системы мобильной связи. Для этого в районе Финляндского вокзала (на улице комиссара Смирнова) построена новая АТС и около неё смонтирована вышка радиосвязи. В городе осуществлялось глушение западных радиостанций.
19 октября 1986 года прошёл митинг на Владимирской площади против сноса дома № 1 по Загородному проспекту — «дома Дельвига», положивший начало Перестройки и градозащитного движения в городе. Вскоре прошла кампания протеста горожан против сноса гостиницы Англетер. С карты города исчезают имена Брежнева и Жданова.
Во второй половине 1980-х годов население города впервые достигло пяти миллионов человек, но в 1990-х годах снизилось.
В декабре 1990 г. ЮНЕСКО взяло на охрану исторический центр Санкт-Петербурга и связанные с ним комплексы памятников.

## Постсоветский период
В 1991 году по результатам референдума 54 % (при явке 64 %) ленинградцев высказались за возвращение городу названия Санкт-Петербург. 6 сентября 1991 года указом Президиума Верховного Совета РСФСР оно было возвращено, 21 апреля 1992 года внесено в Конституцию РСФСР (данная поправка вступила в силу 16 мая 1992 года). Десяткам городских объектов были возвращены их исторические (дореволюционные) имена.
26 июня 1991 года был избран первый и последний мэр Петербурга, 13 марта 1996 года исполнительная власть была передана Администрации Санкт-Петербурга, которая формируется губернатором Санкт-Петербурга, должность мэра была упразднена.
Важным событием для Петербурга стали Игры доброй воли 1994 года.
Ряд громких убийств послужил поводом к появлению в 1990-е гг. журналистского клише о Санкт-Петербурге как «криминальной столице», что по современным оценкам ни тогда, ни тем более в настоящее время не соответствует действительности.
В 1991—2007 гг. было установлено много памятников, среди них — Ф. М. Достоевскому, Г. К. Жукову, С. А. Есенину, Чижику-Пыжику и другие. Отреставрированы и восстановлены Михайловский замок, Константиновский дворец, храм Спаса-на-Крови и многие другие. В то же время, в течение постсоветских лет были безвозвратно утрачены или заменены «новоделом» многие памятники архитектуры. Испорчены некоторые исторические виды, снесены целые кварталы уникальной исторической застройки, признаны градостроительные ошибки.
В 2001 году начинается строительство Кольцевой автодороги вокруг Петербурга, 15 декабря 2004 года открывается Большой Обуховский мост, известный как «Вантовый мост».
Продолжается развитие метрополитена: в 1999 году введён в эксплуатацию участок Правобережной линии (линия 4) от станции «Чкаловская» до станции «Старая Деревня», в 2005 открыта станция Комендантский проспект и другие, а позже в системе была организована пятая линия метро.
В 2000 году был построен Ледовый дворец, в котором прошёл чемпионат мира по хоккею 2000, а в 2008 петербургский клуб Зенит выиграл почётный кубок УЕФА. Город стал главным российским и одним из главных европейских центров парусного и водно-моторного спорта.
27—31 мая 2003 года на российском и мировом уровне отпраздновано 300-летие Санкт-Петербурга.
К этой знаменательной дате была в полном объёме восстановлена Янтарная комната (из калининградского янтаря). В настоящее время доступна для посещения в Екатерининском дворце.
Город стал местом ежегодного проведения Петербургского экономического форума.
В город переведён Конституционный Суд Российской Федерации.
22 сентября 2012 года вновь родился пятимиллионный житель города. При этом, по ряду оценок, фактическая численность наличного населения города выше на полмиллиона—миллион, поскольку один из самых развитых городов привлекает большое количество незарегистрированных мигрантов.
Для современного Петербурга характерны гражданские протесты, носящие в основном градозащитный характер — против сноса гостиницы Англетер, Дома Дельвига, строительства Охта-центра, установки доски Маннергейму, Моста Кадырова, передачи Исаакиевского собора РПЦ, слияния РНБ и РГБ и т. п.